# Бовдурка
Бовдурка (укр. Бовдурка) — река в Золочевском районе Львовской области Украины. Правый приток Стыра (бассейн Днепра).
Длина реки 37 км, площадь бассейна 259 км2. Река типично равнинная. Русло слабоизвилистое, во многих местах выпрямленное и канализированное. Пойма двусторонняя.
Исток реки расположен в юго-восточной части города Броды. Река течёт в пределах Бродовской равнины преимущественно на северо-запад. Впадает в Стыр северо-восточнее села Бордуляки.